# Nicolás Lapentti
Nicolás Alexander Lapentti Gómez (Guayaquil, 13 augustus 1976) is een voormalig professioneel tennisser uit Ecuador. In zijn carrière wist hij vijf ATP toernooien te winnen en reikte hij tot de halve finale van Australian Open. Zijn hoogste positie op de wereldranglijst was de 6e plaats. Lapentti komt uit een tennisfamilie. Ook zijn broer Giovanni en zijn neef Andrés Gómez zijn of waren professionele tennissers.

## Carrière

#### Begin
Lapentti begon op 6-jarige leeftijd met tennissen.
Als junior-speler heeft hij veel belangrijke toernooien gewonnen zoals de Orange Bowl in Florida. Verder won hij ook nog de dubbeltitel van het juniorentoernooi van Roland Garros en dat van het US Open. Beide toernooien speelde hij samen met Gustavo Kuerten.

### Professional
Lapentti werd professional in het jaar 1995, in dat jaar won hij gelijk zijn eerste ATP-titel.
In 1999 bereikte Lapentti de halve finale van de Australian Open, in hetzelfde jaar wint hij ook weer twee ATP-titels. Door deze prestaties bereikte hij zijn hoogste prestatie ooit op de wereldranglijst: Een 6de plaats.
In 2001 wist Lapentti het ATP-toernooi van Kitzbühel te winnen door in de finale de Spanjaard Albert Costa te verslaan.
In 2002 won Lapentti zijn 5e ATP-toernooi door in St Pölten de Spanjaard Fernando Vicente in twee sets te verslaan.
Lapentti speelde sinds zijn 17e in het Daviscup team van Ecuador en heeft in totaal 38 wedstrijden voor Ecuador gespeeld.

## Palmares
| Legenda                       | Legenda               |
| ----------------------------- | --------------------- |
| Grand Slam                    |                       |
| Olympische Spelen             |                       |
| tot 2009                      | vanaf 2009            |
| Tennis Masters Cup            | ATP Finals            |
| ATP Masters Series            | ATP Tour Masters 1000 |
| ATP International Series Gold | ATP Tour 500          |
| ATP International Series      | ATP Tour 250          |

### Enkelspel
| Nr.                  | Datum             | Toernooi         | Ondergrond    | Tegenstander in finale | Score              | Details |
| -------------------- | ----------------- | ---------------- | ------------- | ---------------------- | ------------------ | ------- |
| Gewonnen finales     |                   |                  |               |                        |                    |         |
| 1.                   | 11 september 1995 | ATP Bogotá       | Gravel        | Miguel Tobón           | 2-6, 6-1, 6-4      | Details |
| 2.                   | 16 augustus 1999  | ATP Indianapolis | Hardcourt     | Vincent Spadea         | 4-6, 6-4, 6-4      | Details |
| 3.                   | 18 oktober 1999   | ATP Lyon         | Tapijt (i)    | Lleyton Hewitt         | 6-3, 6-2           | Details |
| 4.                   | 23 juli 2001      | ATP Kitzbühel    | Gravel        | Albert Costa           | 1-6, 6-4, 7-5, 7-5 | Details |
| 5.                   | 20 mei 2002       | ATP St. Pölten   | Gravel        | Fernando Vicente       | 7-5, 6-4           | Details |
| Verloren finales     |                   |                  |               |                        |                    |         |
| 1.                   | 9 september 1996  | ATP Bogotá       | Gravel        | Thomas Muster          | 7-6, 2-6, 3-6      | Details |
| 2.                   | 27 oktober 1997   | ATP Bogotá       | Gravel        | Francisco Clavet       | 3-6, 3-6           | Details |
| 3.                   | 5 juli 1999       | ATP Gstaad       | Gravel        | Albert Costa           | 6-7, 3-6, 4-6      | Details |
| 4.                   | 9 oktober 2000    | ATP Tokio        | Hardcourt     | Sjeng Schalken         | 4-6, 6-3, 1-6      | Details |
| 5.                   | 11 februari 2002  | ATP Viña del Mar | Gravel        | Fernando González      | 0-6, 3-6           | Details |
| 6.                   | 7 juli 2003       | ATP Båstad       | Gravel        | Mariano Zabaleta       | 3-6, 4-6           | Details |
| 7.                   | 25 september 2006 | ATP Palermo      | Gravel        | Filippo Volandri       | 7-5, 1-6, 3-6      | Details |
| Gewonnen challengers |                   |                  |               |                        |                    |         |
| 1.                   | 26 november 1995  | Santiago         | Gravel        | Nicolas Pereira        | 7-6, 6-3           |         |
| 2.                   | 5 december 2004   | Aracaju          | Gravel        | Julio Silva            | 6-2, 6-2           |         |
| 3.                   | 24 september 2006 | Szczecin         | Gravel        | Bohdan Ulihrach        | 3-6, 6-3, 6-3      |         |
| 4.                   | 30 september 2007 | Grenoble         | Hardcourt (i) | Kristian Pless         | 6-3, 7-5           |         |
| 5.                   | 11 november 2007  | Guayaquil        | Gravel        | Daniel Gimeno Traver   | 6-3, 6-7, 7-5      |         |

### Dubbelspel
| Nr.                           | Datum           | Toernooi      | Ondergrond | Partner         | Tegenstanders in finale       | Score         | Details |
| ----------------------------- | --------------- | ------------- | ---------- | --------------- | ----------------------------- | ------------- | ------- |
| Gewonnen finales heren dubbel |                 |               |            |                 |                               |               |         |
| 1.                            | 3 augustus 1997 | ATP Amsterdam | Gravel     | Paul Kilderry   | Andrew Kratzmann Libor Pimek  | 3-6, 7-5, 7-6 | Details |
| 2.                            | 26 oktober 1997 | ATP Acapulco  | Gravel     | Daniel Orsanic  | Luis Herrera Mariano Sanchez  | 4-6, 6-3, 7-6 | Details |
| 3.                            | 10 januari 1999 | ATP Adelaide  | Gravel     | Gustavo Kuerten | Jim Courier Patrick Galbraith | 6-4, 6-4      | Details |

## Prestatietabel
| Legenda | Legenda                          |
| ------- | -------------------------------- |
| g.t.    | geen toernooi gehouden           |
| l.c.    | lagere categorie                 |
| –       | niet deelgenomen                 |
| G       | uitgeschakeld in de groepsfase   |
| 1R      | uitgeschakeld in de eerste ronde |
| 2R      | uitgeschakeld in de tweede ronde |
| 3R      | uitgeschakeld in de derde ronde  |
| 4R      | uitgeschakeld in de vierde ronde |
| KF      | uitgeschakeld in de kwartfinale  |
| HF      | uitgeschakeld in de halve finale |
| F       | de finale verloren               |
| W       | het toernooi gewonnen            |
| w-v     | winst/verlies-balans             |

### Prestatietabel grand slam, enkelspel
| Toernooi        | 1996 | 1997 | 1998 | 1999 | 2000 | 2001 | 2002 | 2003 | 2004 | 2005 | 2006 | 2007 | 2008 | 2009 | 2010 |
| --------------- | ---- | ---- | ---- | ---- | ---- | ---- | ---- | ---- | ---- | ---- | ---- | ---- | ---- | ---- | ---- |
| Australian Open | 1R   | –    | 2R   | HF   | 2R   | 2R   | 4R   | 3R   | 2R   | –    | –    | 2R   | –    | 1R   | 1R   |
| Roland Garros   | 1R   | 2R   | 1R   | 2R   | 4R   | 2R   | 1R   | 3R   | 1R   | –    | 2R   | 2R   | 3R   | 1R   | 1R   |
| Wimbledon       | 2R   | 1R   | 1R   | 2R   | 1R   | –    | KF   | 2R   | –    | –    | –    | 2R   | 1R   | 1R   | –    |
| US Open         | 1R   | 2R   | 1R   | 2R   | 2R   | 3R   | 1R   | 2R   | –    | 1R   | –    | 1R   | 1R   | 2R   | –    |

### Prestatietabel grand slam, dubbelspel
| Toernooi        | 1996 | 1997 | 1998 | 1999 | 2000 | 2001 | 2002 | 2003 | 2004 | 2005 | 2006 | 2007 | 2008 | 2009 |
| --------------- | ---- | ---- | ---- | ---- | ---- | ---- | ---- | ---- | ---- | ---- | ---- | ---- | ---- | ---- |
| Australian Open | –    | –    | 2R   | KF   | –    | KF   | –    | KF   | 1R   | –    | –    | 1R   | –    | 3R   |
| Roland Garros   | 1R   | 1R   | KF   | 2R   | –    | 2R   | –    | –    | –    | –    | –    | –    | 1R   | 1R   |
| Wimbledon       | –    | –    | 2R   | 1R   | 1R   | –    | –    | 3R   | –    | –    | –    | 1R   | –    | –    |
| US Open         | 1R   | 2R   | 1R   | –    | –    | 1R   | –    | 3R   | –    | –    | –    | –    | 1R   | –    |